# Ailill Medraige mac Indrechtaig
Ailill Medraige mac Indrechtaig (mort en 764) un roi de Connacht issu des Uí Fiachrach Muaidhe une branche des Connachta. Il est le fils Indrechtach mac Dúnchado Muirisci (mort en 707), un précédent souverain et le petit-fils de Dúnchad Muirisci mac Tipraite (mort en 683) Il est le premier membre de cette lignée depuis 707 à accéder au pouvoir royal monopolisé par les Uí Briúin depuis cette date.Il règne de 756 à 764.

## Contexte
Son surnom « Medraige » implique qu'il ait été élevé en fosterage par cette tribu de la cote est de la baie de Galway.
Il devient roi des Uí Fiachrach, peu de temps après le décès de Airechtach Ua Dunchadh Muirsce, un autre petit-fils de Dúnchad Muirisci, qui meurt en vers 735.
En 758, il défait les Uí Briun lors de la bataille de Druim Robaig (Dromrovay, dans le sud du comté de Mayo). Lors de ce combat
dans le territoire des Fir Chera une branche des Uí Fiachrach, il semble que ce soit les Uí Briúin qui étaient les agresseurs. Trois fils d'un précédent roi des Uí Briúin Forggus mac Cellaig (mort en 756); Cathrannach, Cathmug et Artbran sont tués. Son fils Cathal mac Aillelo (mort en 816) sera roi des Uí Fiachrach.

## Sources
- (en) Francis John Byrne, Irish Kings and High-Kings, Londres, Batsford, 1973 (ISBN 0-7134-5882-8)
- (en) T.W Moody, F.X. Martin, F.J. Byrne A New History of Ireland IX Maps, Genealogies, Lists. A companion to Irish History part II . Oxford University Press réédition 2011  (ISBN 9780199593064) Kings of Connacht to 1224 p. 138.